# Вале Аурина
Вале Аурина (итал. Valle Aurina 
  ) је насеље у Италији у округу Болцано, региону Трентино-Јужни Тирол.
Према процени из 2011. у насељу је живело 5517 становника. Насеље се налази на надморској висини од 1062 м.

## Становништво
| 1931. | 1936. | 1951. | 1961. | 1971. | 1981. | 1991. | 2001. | 2011. |
| ----- | ----- | ----- | ----- | ----- | ----- | ----- | ----- | ----- |
| 3.274 | 3.581 | 4.085 | 4.360 | 4.630 | 4.934 | 5.261 | 5.517 | 5.910 |